# ماری الن رودین
ماری الن رودین (به انگلیسی: Mary Ellen Rudin) (زاده ۷ دسامبر ۱۹۲۴) ریاضیدان آمریکایی است.
وی همسر والتر رودین است. نام اصلی وی ماری الن استل است.